# Eddie Murphy
Edward "Eddie" Regan Murphy (Brooklyn, New York City, 3. travnja 1961.), američki filmski glumac i komičar.

## Životopis
Eddie Murphy je rođen u Brooklynu, New York. Njegov otac, Charles Murphy (Charles Q. Murphy), po zanimanju policajac i uz to još i komičar amater, napustio je obitelj kada je Eddie imao tri godine, da bi kasnije bio izboden do smrti, u vrijeme kada je Eddie ju bilo osam godina. Edi i njegov brat Charlie i polubrat Vernon Linch, mlađi odrastali su uz njihovu majku Lillian Murphy, službenicu telefonske tvrtke, i njihovog očuha Vernona Lyncha, koji je bio poslovođa u Breyers-ovoj tvornici sladoleda. Murphyja su smatrali za izvanredno pametno i bistro dijete, ali umjesto da se okuša u nekim od programa predviđenih za mlade talente, on je najveći dio vremena trošio na izvođenje imitacija i pričanje viceva pred publikom, zapostavljajući tako "školovanje" svoga talenta. Negdje u dobi od 15 godina, on je počeo pisati i izvoditi svoje vlastite programe zajedno s njegovim partnerom, komičarem Mitchellom Kyserom, u omladinskim centrima i lokalnim klubovima, jednako kao i u pred publikom Roosveltove srednje škole. Ovi programi bili su pod velikim utjecajem Billa Cosbyja i Richarda Prayora. Prema riječima njegovog bivšeg menadžera, Ujime (Ujima), koji je prvi put upoznao Murphyja kada su se on i Kiser prijavili na audiciju za šou talenata koji je održan u srpnju, 1977., "Eddie bi tada, svakome tko bi htio ga slušati, rekao da će njegovo ime ući u "svakodnevnu upotrebu" do vremena kada mu bude 19. godina, i da je to upravo ono što će se točno dogoditi."

## Filmografija
| Godina | Film                                | Originalni naslov                  | Uloga                    |
| ------ | ----------------------------------- | ---------------------------------- | ------------------------ |
| 1982.  | 48 sati                             | 48 Hrs.                            | Reggie Hammond           |
| 1983.  | Kolo sreće                          | Trading Places                     | Billy Ray Valentine      |
| 1984.  | Najbolja obrana                     | Best Defense                       | Lieutenant T.M. Landry   |
| 1984.  | Policajac s Beverly Hillsa          | Beverly Hills Cop                  | Axel Foley               |
| 1986.  | Zlatni dečko                        | The Golden Child                   | Chandler Jarrell         |
| 1987.  | Policajac s Beverly Hillsa II       | Beverly Hills Cop II               | Axel Foley               |
| 1988.  | Princ otkriva Ameriku               | Coming to America                  | Prince Akeem             |
| 1989.  | Harlemske noći                      | Harlem Nights                      | Quick                    |
| 1990.  | Još 48 sati                         | Another 48 Hrs.                    | Reggie Hammond           |
| 1992.  | Boomerang                           | Boomerang                          | Marcus                   |
| 1992.  | Ugledni gospodin                    | The Distinguished Gentleman        | Thomas Jefferson Johnson |
| 1994.  | Policajac s Beverly Hillsa III      | Beverly Hills Cop III              | Axel Foley               |
| 1995.  | Vampir u Brooklynu                  | Vampire in Brooklyn                | Maximillian              |
| 1996.  | Luckasti profesor                   | The Nutty Professor                | Sherman Klump            |
| 1997.  | Metro                               | Metro                              | Inspector Scott Roper    |
| 1998.  | Dr. Dolittle                        | Doctor Dolittle                    | Dr. John Dolittle        |
| 1998.  | Genijalac                           | Holy Man                           | G                        |
| 1999.  | Život                               | Life                               | Rayford "Ray" Gibson     |
| 1999.  | Bowfinger - kralj Hollywooda        | Bowfinger                          | Kit Ramsey & Jiff Ramsey |
| 2000.  | Luckasti profesor II: Obitelj Klump | The Nutty Professor II: The Klumps | Sherman Klump            |
| 2001.  | Dr. Dollitle II                     | Doctor Dolittle II                 | Dr. John Dolittle        |
| 2002.  | Showtime                            | Showtime                           | Officer Trey Sellars     |
| 2002.  | Pustolovine Plutona Nasha           | The Adventures of Pluto Nash       | Pluto Nash               |
| 2002.  | Ja, špijun                          | I Spy                              | Kelly                    |
| 2003.  | Tata u akciji                       | Daddy Day Care                     | Charlie Hinton           |
| 2003.  | Začarana kuća                       | The Haunted Mansion                | Jim Evers                |
| 2006.  | Dreamgirls                          | Dreamgirls                         | James Thunder Early      |
| 2007.  | Norbit                              | Norbit                             | Norbit                   |
| 2008.  | Nemogući Dave                       | Meet Dave                          | Dave & Captain           |
| 2009.  | Sve je moguće                       | Imagine That                       | Evan Danielson           |
| 2011.  | Velika krađa nebodera               | Tower Heist                        | Slide                    |
| 2012.  | Tisuću riječi                       | A Thousand Words                   | Jack McCall              |
| 2016.  | Mr. Church                          | Mr. Church                         | Henry Church             |

## Vanjske poveznice
- Eddie Murphy u internetskoj bazi filmova IMDb-u (engl.)